# منظف الغسيل
منظف الغسيل  هو نوع من المنظفات يستخدم من أجل غسل الملابس. يمكن أن يكون على شكل سائل أو على شكل مسحوق غسيل؛ إلا أن مسحوق الغسيل هو الشكل الأقدم والشكل الأكثر شيوعاً وانتشاراً.
كان غسل الملابس في الماضي يعتمد بشكل أساسي على الصابون، ولم تظهر فكرة المنظفات المخصصة للغسيل إلا في أوائل القرن العشرين، وذلك عندما طورتها الشركات الكيميائية الألمانية إبّان الحصار الاقتصادي أثناء الحرب العالمية الأولى.